# 中尊寺パーキングエリア
中尊寺パーキングエリア（ちゅうそんじパーキングエリア）は、上り線は岩手県一関市と西磐井郡平泉町にまたがるところに、下り線は西磐井郡平泉町にある、東北自動車道のパーキングエリア。
上下線のパーキングエリアが約2km離れて設置されている。東北自動車道の岩手県内において、最も南に位置するパーキングエリアである。

## 施設

### 上り線（仙台・福島方面）
- 駐車場
  - 大型10台
  - 小型19台
- トイレ
  - 男性 大2（和式0・洋式2）・小5
  - 女性 5（和式0・洋式5）
  - 車椅子用 1
- 自動販売機

### 下り線（盛岡・青森方面）
- 駐車場
  - 大型10台
  - 小型20台
- トイレ
  - 男性 大2（和式0・洋式2）・小5
  - 女性 5（和式0・洋式5)
  - 車椅子用 1
- 自動販売機

## 備考
高速バスアーバン号とけんじライナーはこのエリアで5分間休憩する。

## 隣
E4 東北自動車道
(34)一関IC - 中尊寺PA上り - (34-1)平泉SIC - 中尊寺PA下り - (35)平泉前沢IC